# Indokinesisk tiger
Den indokinesiske tiger (Panthera tigris corbetti) lever i landene Cambodja, Kina, Laos, Myanmar, Thailand og Vietnam. Der anslås officielt samlet at være omkring 350 indokinesiske tigre tilbage i naturen, men det reelle antal er måske kun nær 200.
Den indokinesiske tiger er på størrelse med løven. Hannen vejer mellem 150 og 190 kg, og hunnen vejer mellem 110 og 140 kg.